# Jesús María (Jalisco)
Jesús María è un comune del Messico, situato nello stato di Jalisco.